# Faye Schulman
Faye Schulman, Fajna Łaziebnik (ur. 28 listopada 1919 w Leninie, zm. 24 kwietnia 2021 w Toronto) – żydowska fotografka i partyzantka. Uznawana jest za jedynego żydowskiego fotografa dokumentującego życie codzienne żydowskich partyzantów w Europie Wschodniej podczas II wojny światowej.

## Życiorys
Fotografować zaczęła w wieku 10 lat pod okiem starszego brata Mosze, zarządzającego wówczas zakładem fotograficznym w Leninie. Jej ojciec był gabajem w lokalnej synagodze. Po inwazji Niemiec na Związek Radziecki, w Leninie utworzono getto, gdzie Faye pracowała jako fotograf, robiąc zdjęcia portretowe nazistowskim oficerom. Wówczas jej starsi bracia zbiegli z miasta. W 1942 roku naziści przeprowadzili masową egzekucję na mieszkańcach getta, mordując również pozostałą rodzinę Faye. Część mieszkańców, w tym ona sama, została oszczędzona z uwagi na przydatne umiejętności. Kilka tygodni później Faye uciekła i przyłączyła się do partyzanckiego oddziału zbiegłych jeńców z Armii Czerwonej. Wtedy powstawały jej najbardziej znane fotografie, dokumentujące życie codzienne partyzantów. Pełniła tam przede wszystkim rolę sanitariuszki aż do wyparcia sił niemieckich z Białorusi w 1944 roku. Wkrótce potem znalazła pracę jako fotograf dla lokalnej gazety. Po wojnie wyszła za mąż za żydowskiego partyzanta. Zamieszkała w Toronto w Kanadzie, miała dwoje dzieci i sześcioro wnuków. W 1995 roku opublikowana została książka, autorstwa Schulman, A Partisan’s Memoir: Woman of the Holocaust.

## Wystawy
Wystawy fotografii Schulman są organizowane głównie w ramach projektów lub przez placówki powiązane z historią Żydów podczas II wojny światowej. Wystawę w Polsce pod tytułem „Oblicza Oporu. Wojenne fotografie Faye Schulman, żydowskiej partyzantki” koordynowało Żydowskie Muzeum Galicja w Krakowie. Fotografie pochodziły ze zbiorów Jewish Partisan Educational Foundation z San Francisco.